# Tristess
Tristess upplevs vid avsaknad av stimulans. Tristess är inte i sig ett mentalt tillstånd, men kan orsakas av speciella mentala tillstånd.
Tristess kan vara en synonym för uttråkad eller liknande. Synonymer till tristess är bland annat tråkighet och betyder något som är onödigt och upprepning som inte leder till något.
Ordbokens definition säger att tråkig betyder “enformig, långtråkig” (refBonniers svenska ordbok). Andra definitioner är exempelvis “som inte förmår väcka någon som helst glädje eller intresse på grund av enformighet, långdragenhet”. Tråkig kan användas om saker, personer eller abstrakta företeelser.
Men när har ledan uppstått? Det är ett typiskt modernitetsfenomen och är ett relevant fenomen i stort sett i hela västvärlden. Vissa former av tråkighet har existerat sedan tidernas gryning; situativ tråkighet som beror på en bestämd faktor i en speciell situation, och existentiell tråkighet som är ett modernitetsfenomen. Ledan hör ihop med den moderna människan; tristessen har ökat dramatiskt och från att ha varit en statussymbol är den nu jämnt fördelad i hela västvärlden. Om tristessen ökar betyder det att det finns ett allvarligt fel hos samhället, till exempel kulturen som meningsgivande instans. Mening måste här ses som en helhet. När tristessen ökar beror det ofta på att helhetsmeningen fallit bort. 
Det har visat sig att fler män än kvinnor har tråkigt. Psykologiska undersökningar visar på att män lider mer än kvinnor av leda, kvinnor ger i mindre utsträckning än män uttryck för att de är uttråkade. (ref. Svendsen 2003)
Tråkigheten kan delas in enligt fyra kriterier: 
- situativ tråkighet, exempelvis när man väntar på någon eller något, den tråkigheten innehåller en längtan efter något som begärs.
- mättnadstråkighet när man får för mycket av samma sak.
- existentiell tråkighet där själen är tom och innehållslös, den existentiella tråkigheten innehåller en längtan efter ett begär överhuvudtaget.
- kreativ tråkighet när man tvingas göra något nytt.

Den situativa tråkigheten har även symboliska uttryck så som gäspningar, man vrider sig på stolen, sträcker på armar och ben medan den existentiella är mer uttryckslös.
Vad är det som är tråkigt? Det kan vara så enkla saker som att vänta i en kö, fylla diskmaskinen med mera. Även samhällets företeelser kan upplevas vara tråkiga exempelvis kontakt med myndigheter och kollektivtrafiken. Det finns även tråkiga människor i vilkas sällskap vi får oss att önska att vi hade sällskap av något helt annat. Som exempel på tråkiga människor nämner författarna till Tråkboken den lata mannen, besvärliga personer som till exempel grannen som gnäller över att man hostar för högt.
Tråkighet och tristess är inte enbart abstrakta företeelser utan även vetenskap. Det handlar mycket om tidsanvändning. Det har gjorts ett antal undersökningar om tidsanvändning. Bland annat i undersökningen (http://tilastokeskus.fi/meta/til/akay.html) från 1999-2000 framgår det att vi lägger ner mest tid på sömn (8h 38min), hushållssysslor (3h 1min), jobb (2h 48min) och TV-tittande (2h 12min).
En del hushållssysslor uppfattas som tidsdödande och tråkiga, exempelvis köksarbete som till en del innebär att diska. Förut diskade man för hand, men när diskmaskinen kom fick man mer tid för annat. Dock kan själva fyllandet av maskinen upplevas tråkigt då det måste göras på ett bestämt sätt: tallrikarna ska sorteras efter storlek, och glasen efter höjd och besticken.
Att sortera tvätt är för många en tråksyssla, framgår av Tråkboken. Det eviga letandet efter försvunna strumpor, varför man hittar bara de söndriga strumporna, och var finns paret? Och varför har den ena strumpan försvunnit i tvättmaskinen?
Att vänta kan också vara tråkigt. Som exempel nämns väntan på posten, ska brevet man går och väntar på komma idag eller inte? Posten kommer samma tid och är punktlig medan den elektroniska posten inte är det.
Det som upplevs tidskrävande upplevs ofta också vara tråkigt, om det är sådant som inte är betydelsefullt. I vardagen kan det gälla inköpen och att det tar mer tid än beräknat. Om man inte planerat vad man ska äta och vad som ska köpas och går till affären kan det vara rentav frustrerande. Därför är det bättre att planera vad man ska handla och skriva listan i rätt ordning; vilka produkter i affären kommer först? För att bättre veta vad man behöver inhandla kan man även skriva upp det som tar slut, med risken att de kommer i fel ordning, och alltså inte i den ordning de finns i affären. (ref.
Tråkighet är knuten till reflektion och genom tidsfördriv minskar reflektionen. Arbete är ofta mindre tråkigt än tidsfördriv men är inte ett botemedel för leda, eftersom mycket arbete är tråkigt, tungt och saknar möjlighet att främja någon livsmening. Men varför har man tråkigt? Svaret går inte att finna i arbetet eller fritiden. Ledan är inte i sig en fråga om sysslolöshet utan om mening.
Tristess och sysslolöshet förknippas med bland annat narkotikamissbruk, alkoholmissbruk, tobaksrökning, ätstörningar, aggression, våld och självmord. Ledan har allvarliga konsekvenser för samhället men är också allvarlig för individen. Tråkighet beror ju på förlusten av mening och känslan uppstår när vi inte kan göra det vi vill eller när man måste göra något man inte vill. 
Att vara uttråkad och lida av tristess, kan, om man inte åtgärdar det tråkiga, leda till döden, framgår av forskarna vid University College of London. Ju mer uttråkad man är desto större är risken att dö för tidigt, dock kan det finnas andra bakomliggande orsaker som exempelvis rökning, alkohol, droger och psykologiska problem. Av dem som deltog i undersökningen uppgav merparten att de under den senaste tiden haft tråkigt och känt sig uttråkade på jobbet, och de som upplevde tristess hade två och en halv gånger större risk att dö av hjärtproblem än de som sagt att jobbet var helt okej.
Det finns alltså en möjlig koppling mellan tristess och hjärtproblem, bland annat för att de som är uttråkade ibland har en tendens att inte sköta sin hälsa när det gäller mat, motion och alkohol, och det ökar risken för hjärtsjukdomar. Tristess är också kopplat till psykologiska problem som depression och ilska, och det ökar blodtrycket.
Ca 10 % drabbas av depression någon gång. Men vad är skillnaden mellan depression och att vara uttråkad? Att vara uttråkad är inte bara ett sinnestillstånd utan också en egenskap hos världen eftersom vi deltar i sociala aktiviteter som är genomsyrade av tråkighet.